# Horseshoe sandwich

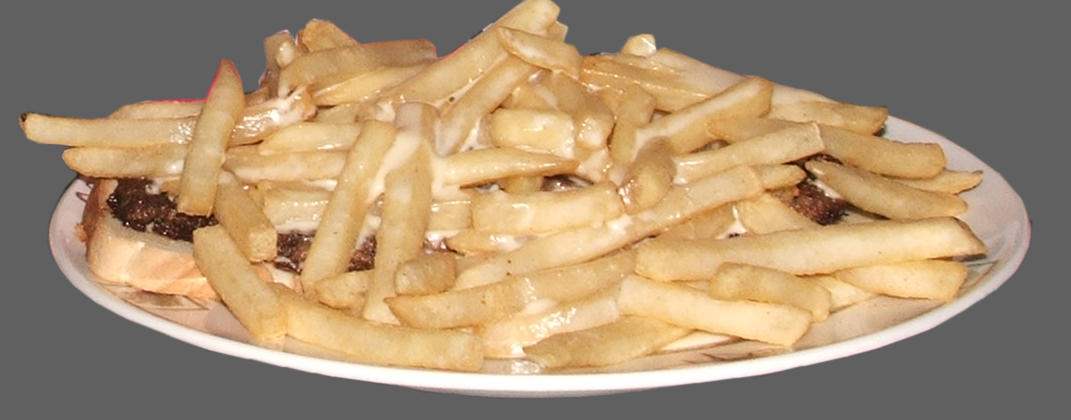
Un horseshoe sandwich.

El horseshoe sandwich (literalmente "sándwich de herradura") es un sándwich abierto que fue creado en Springfield, Illinois. Consiste en una rebanada gruesa de pan tostado, usualmente una tostada texana, una hamburguesa, patatas fritas y una salsa de queso "secreta". Otras carnes que se usan en lugar de la hamburguesa son el lomo de cerdo, la pechuga de pollo a la parrilla o frita, y filetes de pescado fritos.
Aunque las salsas de queso varían según los cocineros, ésta generalmente deriva del Welsh rarebit. Los ingredientes habituales incluyen huevos, cerveza, manquetilla, queso, salsa Worcestershire, mostaza, sal y pimienta.
También hay un horseshoe sandwich de desayuno, que reemplaza la carne y las patatas fritas con huevos y hash browns. 
Una porción más pequeña, con una tajada de pan y una de carne, es llamada "Pony Shoe".
Con sus muchas variantes, es una especialidad local poco frecuente fuera del centro de Illinois.

## Historia
El horseshoe sandwich fue elaborado por primera vez por Joe Schweska y Steve Tomko en el Hotel Leland en 1928. Steve Tomko llevó entonces la receta al Wayne's Red Coach Inn, donde se sirvió hasta el cierre del restaurante en 2006.